# Rockets
I Rockets sono un gruppo musicale francese che ottenne il maggior successo in Italia a cavallo tra la fine degli anni settanta e i primi anni ottanta con brani quali Future Woman, Space Rock, One More Mission, Electric Delight e soprattutto la reinterpretazione di On the Road Again, e Galactica, vero e proprio tormentone del 1980 che ha permesso loro di vincere il Telegatto come miglior gruppo straniero in Italia. Il loro genere fu definito dalla stampa "space rock" per le venature fantascientifiche dei testi, per le sonorità elettroniche e per l'aspetto scenico. Più avanti venne invece associato alla Disco Music e infine al Synth Pop.

## Storia

### Le origini: il grande successo del "periodo argentato"
A metà degli anni settanta, il produttore francese Claude Lemoine entrò in contatto con un gruppo di giovani e giovanissimi (all'epoca tra i 15 e i 20 anni) che avevano iniziato a sperimentare sonorità congruenti al blues rock sulla falsariga dei Led Zeppelin. Su scelta di Lemoine, il gruppo, che fino al 1975 aveva cambiato nome più volte, fece un drastico cambio di immagine e sonorità. Ora rinominati Les Rockets, iniziarono ad adottare la loro caratteristica estetica spaziale, fatta di tute in lamé, strumenti musicali dalla forma che richiama gli astri e i volti dipinti in argento. Pur non sfruttando ancora il vocoder, le voci del gruppo erano fortemente elaborate in modo da sembrare provenienti da altri mondi. Già durante i loro primi concerti, il gruppo faceva uso di coreografie eccentriche ed elaborate, ad esempio "atterrando" sul palco da piccole astronavi, utilizzando fumogeni e laser.
Il primo omonimo album dei Rockets,  uscì in Francia nel 1976 e nel resto d'Europa l'anno seguente. Il disco è conosciuto familiarmente come Future Woman, dal nome del brano-guida, presente in due versioni differenti che aprono e chiudono il disco, o come "Disco verde", dal cromatismo prevalente in copertina. Le uniche tracce trasmesse nelle radio sono la sopracitata Future Woman e lo strumentale Apache, una cover degli inglesi Shadows del 1962. Non mancano partecipazioni a programmi televisivi come Stryx e Arrivano i mostri. 
I Rockets non ebbero mai un significativo successo all'estero, tranne in pochi paesi come l'Italia. Principale responsabile del successo della band nella Penisola è il produttore Maurizio Cannici, manager della CGD-Messaggerie Musicali, che, nel 1978, dopo aver assistito a una loro esibizione in una discoteca di Cannes, riuscì a renderli delle celebrità in tale paese. Nello stesso anno, il gruppo tenne il suo primo concerto in Italia, in occasione del Pesaro Summer Show. A contribuire maggiormente alla loro popolarità in Italia fu l'esibizione che fecero, poco più tardi, al Teatro Lirico di Milano.
Le ardite scenografie del gruppo portarono in qualche caso a episodi controversi. Nel corso di una puntata di Discoring dell'aprile 1979, durante l'esecuzione della loro Electric Delight, il cantante Christian Le Bartz, sparò petardi incendiari sul pubblico con un finto bazooka, colpendo inavvertitamente al volto una ragazza e bruciando i vestiti del pubblico (ciò si saprà più avanti). Similmente, durante la primavera dello stesso anno, le coreografie della band portarono ad alcuni feriti tra il pubblico durante una sua performance in una discoteca di Riccione.
Sempre nel 1978 uscì il secondo album On the Road Again, pubblicato in un periodo in cui si assistette alla consolidazione del gruppo, ora composto da Le Bartz, L'Her, Maratrat, Groetzinger e il nuovo arrivato tastierista Fabrice Quagliotti. L'album contiene l'omonima cover degli statunitensi Canned Heat. Il singolo stazionò nella Hit Parade Italia per cinque mesi, divenne un disco d'oro. Entrò anche nelle classifiche centro-europee e venne trasmesso nelle discoteche durante quell'estate.
Nel 1979 uscì Plasteroid. L'album scritto dal bassista Gerard L'Her e il chitarrista Alain Maratrat, venne registrato sfruttando una più ampia gamma di strumenti e, rispetto ai dischi precedenti, è più ricercato, meglio curato nella produzione; in termini stilistici, lo stile si fa più elettronico, percussivo e viene concesso meno spazio agli strumentali. Plasteroid è unanimemente considerato il loro lavoro migliore, il più rappresentativo in senso globale ed è quello di maggior successo commerciale fino a quel momento grazie alle sue 200.000 copie vendute in Italia.
Tra il 1979 e il 1980 escono in Italia anche un album dal vivo, Live, ed una compilation con un paio di brani inediti, Sound of the Future.
Nel 1979 i Rockets si presentarono in scena con i costumi adottati nel 1978 durante l'ultima fase del tour di On the Road Again (Settembre/novembre) e lo show dal vivo cresce a misura di stadio.
Nella primavera 1980 uscì Galaxy, concept album ambizioso e considerato una delle loro prove migliori. Il successo commerciale rimane costante anche per questo disco soprattutto grazie al singolo Galactica che ottenne un buon successo nelle discoteche e in radio. L'album vendette oltre un milione di copie in Italia. La tournée che ne seguì ebbe un grande successo, contando oltre 200 date. La scenografia di questo tour rimase celebre : oltre ai consueti effetti speciali, laser, fumi, vocoder, sul palco erano montate due grandi cupole bianche che si aprivano ad inizio concerto, contenenti tastiere e batteria e i rispettivi musicisti, Fabrice Quagliotti e Alain Groetzinger. 
Nello stesso anno, dopo l'esibizione al Festivalbar, vinsero il Telegatto nella categoria "miglior artista straniero".

Rockets - Macerata 1980 (archivi www.lesrockets.com)

Il successivo disco dei Rockets π 3,14, viene rifiutato dalla casa discografica e il gruppo viene forzato a rimettere in discussione look e sound per adeguarsi alle nuove tendenze. Questo creerà grosse diversità di vedute tra i Rockets e il loro management, infatti dopo varie questioni ed incomprensioni con i produttori, la situazione si assesta in una forma ibrida: molte nuove canzoni portano la firma del produttore Lemoine e di altri collaboratori e vengono letteralmente svestiti anche dei loro caratteristici costumi argentei da extra terrestre. π 3,14 uscì nel 1981. Nonostante il tentativo di aggiornare le sonorità del gruppo a un sound più scarno e dove figurano una produzione più moderna, l'intervento di altri musicisti e voci femminili, l'album non sconvolse le classifiche e gli show dal vivo si restringono parecchio in dimensioni e in affluenza di pubblico.
Il successivo Atomic (autunno 1982), è l'ultimo album registrato in collaborazione con Claude Lemoine, in cui c'è un ritorno alle sonorità e al look "spaziale", caratteristica imprescindibile della band: ottiene un certo successo di classifica anche grazie all'ottima hit Radio Station che lo precede in primavera ma, nonostante l'evidente maturità anche a livello di produzione, ormai l'attenzione del pubblico è rivolta altrove: anche i live purtroppo risentono delle grandi difficoltà tecniche e di alcuni sfortunati intoppi. Nel frattempo Christian Le Bartz lascia i Rockets, seguendoli per un periodo come road manager e, l'anno successivo, anche Alain Groetzinger.
Ufficialmente è la fine del "periodo argentato" e in seguito la band rischiò di finire nel dimenticatoio.

### Da metà anni '80 fino ad "Another Future"
Nel 1984, per la prima volta senza Claude Lemoine, i Rockets, quasi irriconoscibili (Christian Le Bartz è stato sostituito da Sal Solo, inglese, ex new-waver, già cantante dei Classix Nouveaux ed oggi interprete di musica cristiana negli USA), si presentarono ancora calvi, però struccati, con gilet gialli hi-tech che poco avevano a che fare con il look "spaziale", e propongono Imperception, album di buon riscontro, il cui singolo Under the Sun divenne la sigla di chiusura del festival di Sanremo di quell'anno.
Per il successivo One Way (1986) addirittura adottano un look "new romantic" con pizzi e ciuffi laccati e il nome modificato in "Rok-etz". Segue un tour che ebbe un discreto successo, ma il cambiamento dei componenti storici, stanchi di suonare dal vivo e troppo affezionati al passato, ha fatto perdere ai Rockets/Rok-etz una parte della loro originalità e della loro forza. Il gruppo si sciolse alla fine del tour.
Dopo un lungo silenzio, nel 1992 il produttore Claude Lemoine richiamò il tastierista Quagliotti, il chitarrista Maratrat e il cantante Sal Solo per assemblare un album sfruttando la nuova tecnologia digitale e il sampling, affiancandogli i nomi di alcuni musicisti di studio, tra cui Nick Beggs, ex bassista dei Kajagoogoo, Mike "Clip" Payne, cantante e percussionista che collaborò, tra gli altri, assieme a Prince. Venne realizzato Another Future che però non venne promosso da stampa e TV e non entrò nelle classifiche.

### Rockets N.D.P
Nel 2000 venne creato il progetto Rockets N.D.P, con una formazione cambiata con Fabrice Quagliotti alle tastiere, Bruno Durazzi "Little B" alla batteria, Matt Rossato alla chitarra e Luca Bestetti voce. Nel 2003 uscì un nuovo album a marchio Rockets, Don't Stop, prodotto da Fabrice Quagliotti e dal DJ Joe T Vannelli, e un look  diverso. La band subì ulteriori cambi di formazione: nel 2004 arrivano Gianluca Martino (chitarra) e Rosaire Riccobono (basso)  bassista dei Visitors e già con i Rockets sia nel disco π 3,14 che nei live del 1984. Nel 2005 "Little B" venne sostituito da Eugenio "UG" Mori. Nel 2006 esce il singolo Back to Woad.
Nel giugno 2007 venne pubblicato da Quagliotti in tiratura limitata il cofanetto The Silver Years, che ripropone per la prima volta su CD i primi 7 album dei Rockets, dall'omonimo LP del 1976 fino ad Atomic uscito nel 1982, comprendendo anche Live uscito solo in Italia nel 1980 e alcune bonus track, tra cui due brani inediti del 1980 che avrebbero fatto parte del "disco fantasma", mai uscito dopo Galaxy. Il 3 aprile 2009 venne pubblicato un secondo cofanetto: A Long Journey, contenente per la prima volta i video storici, alcune parti di concerti e 5 CD di rarità/live/demo. A causa di tale scelta esso risulta più indirizzato ai fan che al grande pubblico. Rimane tuttavia, grazie ai 2 DVD.
All'inizio di ottobre 2012 uscì il singolo World on Fire. La band si esibì in Russia con live e showcase con grande successo.

### Nuova formazione
Dopo l'uscita nel 2014 del nuovo disco dei Duck Sauce, che include un remix di Space Rock intitolato Chariot of the Gods (Featuring Rockets), dopo un accordo con Fabrice Quagliotti durato 1 anno, un altro album, Kaos,  uscì il 30 settembre 2014 distribuito dalla Warner con etichetta affidata a Roby Benvenuto e Smilax, dove spiccano ancora le sonorità space/electropop. L'album contiene 12 brani inediti di cui 3 strumentali. Esce anche il videoclip del nuovo singolo Party Queen featuring Muciaccia.
Nel 2019 esce un nuovo album "Wonderland", il quale verrà anticipato da tre singoli con tre videoclips. Il filo conduttore per questo nuovo lavoro è "i bambini, il futuro e la salvezza del nostro pianeta".
Il 2 novembre 2019 la formazione tiene un concerto al Lucca Comics & Games.

### Alienation e scomparsa di Christian Le Bartz e Alain Maratrat
Nel 2021 venne pubblicato Alienation, il mitologico album fantasma che i Rockets nella formazione storica registrarono sulla scia del successo di Galaxy tra il 1980 ed il 1981 e rifiutato dalla casa discografica dell'epoca che pubblicò al suo posto il controverso π 3,14 facendo così di fatto terminare i cosiddetti Silver Years.
Nel 2023 esce l'album di cover Time Machine. Contiene riproposizioni storiche (On the road again dall'omonimo album del 1978, Rebel Yell già singolo nel 2005 e Doot Doot, cover dei Freur già presente col titolo leggermente modificato in Dootdoot in Wonderland del 2019) e rivisitazioni inedite tra le quali una versione di Piccola Katy dei Pooh ed una versione in inglese di Rock 'n Roll Robot cantata insieme a Alberto Camerini.
Nel 2024 esce il nuovo album The Final Frontier. Per la sua promozione, nei mesi di Gennaio e Febbraio 2025 si è svolta una tournée nei maggiori teatri italiani. 
Il 4 febbraio 2025, durante la tournée della band, scompare in Francia l'ex frontman Christian Le Bartz, aveva 74 anni.
Appena 3 mesi dopo, il 6 maggio 2025, scompare anche il chitarrista Alain Maratrat all'età di 69 anni.Da qualche anno lottava contro un tumore.

## Stile musicale
i Rockets hanno proposto un pop-rock elettronico e spaziale che anticipa di molti anni la new wave dei Devo. Le sonorità della band sono ispirate al rock progressivo, alla disco music e richiamano quella dei contemporanei Kraftwerk per la presenza del vocoder nelle loro tracce.

Benché vengano spesso classificati come gruppo space rock, Fabrice Quagliotti dei Rockets non apprezza tale etichetta: 
(Fabrice Quagliotti)
I testi, nella stragrande maggioranza, parlano di visioni di un mondo futuro, di possibilità tecnologiche e umane, di desiderio di altri mondi su cui ricominciare. Non ci sono testi d'amore, di introspezione, di denuncia, o altro; una ragione per la quale parte del pubblico li considera, in ogni caso, un gruppo "leggero". Un'altra nota va fatta sui numerosi brani strumentali presenti nei loro dischi. È raro che un gruppo di nascita "rock" si dilunghi in brani strumentali, a meno che non siano code o "jam-session" alla fine di brani cantati.

## Formazione

### Formazione attuale
- Fabri Kiarelli – voce (2023-presente)
- Gianluca Martino – chitarra (2004-presente)
- Rosaire Riccobono – basso (2004-presente; 1981 e 1984 musicista di supporto)
- Fabrice Quagliotti – tastiere (1977-presente)
- Eugenio Mori – batteria, percussioni (2005-presente)

### Formazione storica
- Christian Le Bartz - voce, vocoder, sintetizzatore (Montreuil, 25 aprile 1951 - Sens, 4 febbraio 2025)
- "Little" Gérard L'Her – voce, basso, tastiere (Parigi, 25 settembre 1952)
- Alain Maratrat – chitarra, tastiere, voce (Tonnerre, 19 aprile 1956 - 6 maggio 2025)
- Alain Groetzinger – batteria, percussioni (Auxerre, 18 maggio 1955)
- Fabrice Quagliotti – tastiere (1977-presente) (Rosny-sous-Bois, 12 febbraio 1961)

### Ex componenti
- Patrick Mallet – batteria (1974)
- Guy Maratrat – chitarra (1974-1975)
- André Thus – tastiere (1974-1975)
- Christian Le Bartz – voce, vocoder, sintetizzatore (1974-1983) (Montreuil, 25 aprile 1951 - Sens, 4 febbraio 2025)
- Alain Groetzinger – batteria, percussioni (1974-1983) (Auxerre, 18 maggio 1955)
- "Little" Gérard L'Her – basso, tastiere, voce (1974-1984) (Parigi, 25 settembre 1952)
- Alain Maratrat – chitarra, tastiere, voce (1974-1992) (Tonnerre, 19 aprile 1956 - 6 maggio 2025)
- Michel Goubet – tastiere (1976)
- Bernard Torelli – chitarra (1976-1977)
- Louis François Bertin "Loulou" Hugault – tastiere (1977)[7]
- Sal Solo – voce (1984-1992)
- LBM. Luca Bestetti - voce (2000-2005)
- Little B. Bruno Durazzi – batteria (2000-2005)
- John Biancale – voce (2005-2023)

### Musicisti di supporto
- Chantal Ricci – voce (1981)
- Phil Gould – batteria (1986)
- Andrew Paresi – batteria (1986)
- Bruce Nockles – tromba (1986)
- Alison Lee – voce (1986)
- Paul McClements – voce (1986)
- Carole Cook – voce (1986)
- Nick Beggs – basso (1992)
- Herve Koster – batteria (1992)
- Mike "Clip" Payne – percussioni, voce (1992)
- Matt Rossato – chitarra (2003-2004)

## Discografia

### Album in studio
- 1976 – Rockets
- 1978 – On The Road Again
- 1979 – Plasteroid
- 1980 – Galaxy
- 1981 – π 3,14
- 1982 – Atomic
- 1984 – Imperception
- 1986 – One Way
- 1992 – Another Future
- 2003 – Don't Stop
- 2014 – Kaos
- 2019 – Wonderland
- 2021 – Alienation
- 2023 – Time Machine
- 2024 – The Final Frontier

### Album dal vivo
- 1980 – Live

### Raccolte
- 1979 – Sound of the Future
- 1992 – Galactica
- 1996 – Greatest Hits
- 1996 – Hits & Remixes
- 2000 – Definitive Collection
- 2003 – Original Greatest Hits
- 2007 – Outer World
- 2007 – The Silver Years
- 2009 – A Long Journey
- 2010 – The Story

### Singoli
- 1974 – Rocket Man
- 1975 – Future Woman
- 1975 – Samourai
- 1977 – Space Rock
- 1978 – Fils Du Ciel
- 1978 – On The Road Again
- 1979 – Electric Delight
- 1979 – Astral Word
- 1980 – Galactica
- 1980 – Synthetic Man
- 1981 – Ideomatic
- 1981 – Radiate
- 1982 – Radio Station
- 1984 – Under the Sun
- 1986 – Don't Give Up
- 1992 – On The Road Again
- 2000 – Gamastasis
- 2005 – Rebel Yell
- 2006 – Back To Woad
- 2009 – World on Fire
- 2012 – On the Road Again
- 2014 – Party Queen
- 2019 – Kids from Mars